# Rohr bei Hartberg
Rohr bei Hartberg är en kommun i distriktet Hartberg-Fürstenfeld i förbundslandet Steiermark i Österrike.
Kommunen består av tre orter (Ortschaften) (inom parentes invånarantal 1 januari 2024):
- Oberrohr (185)
- Unterrohr (845)
- Wörth an der Lafnitz (374)

Kommunen fick sin nuvarande form den 1 januari 2015 genom en sammanslagning av kommunerna Rohr bei Hartberg och Wörth an der Lafnitz.